# Carl Friedrich Plattner

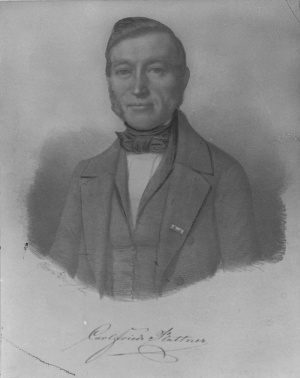
Porträt von Carl Friedrich Plattner

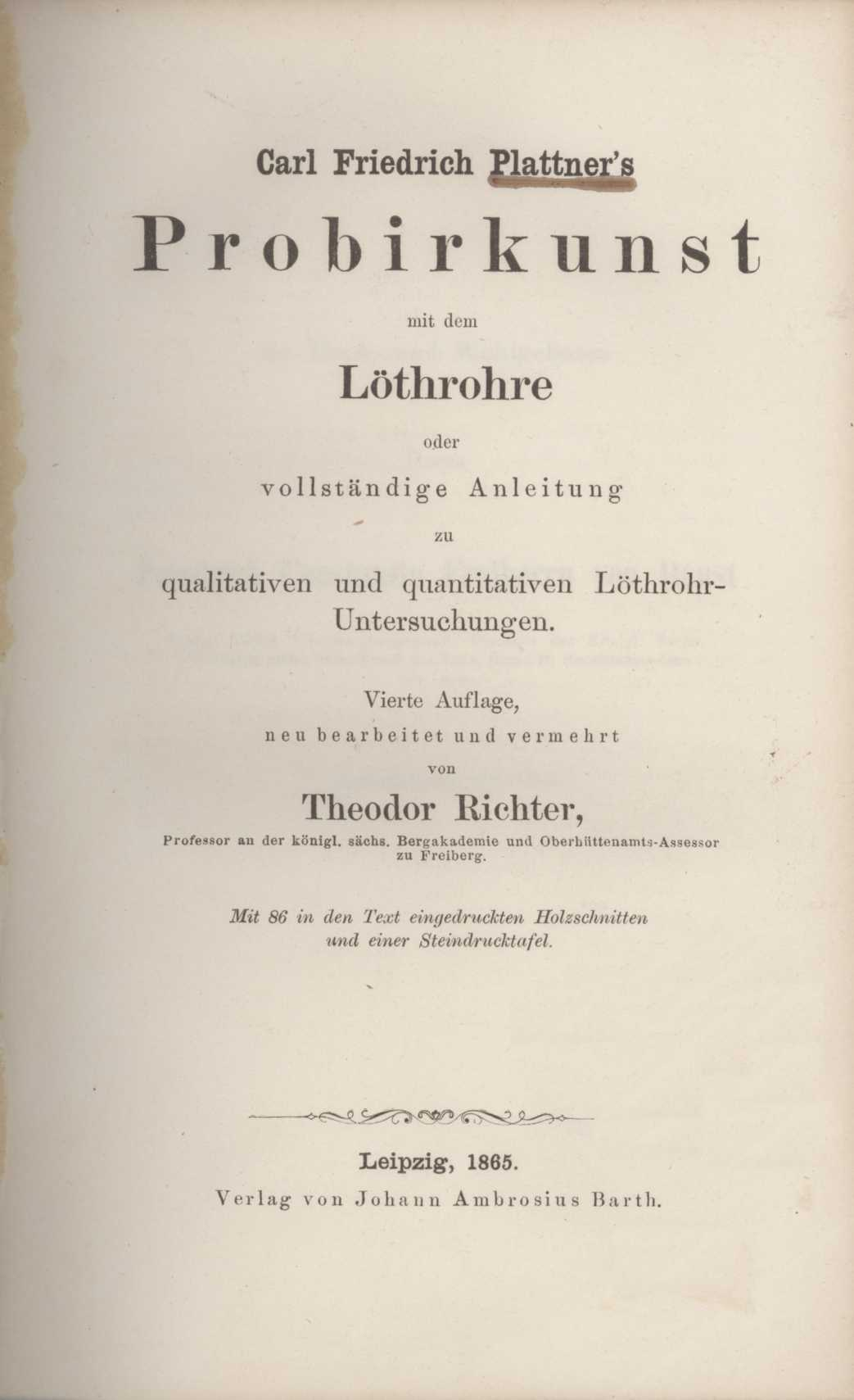
Titelblatt Plattners Lötrohrprobierkunde

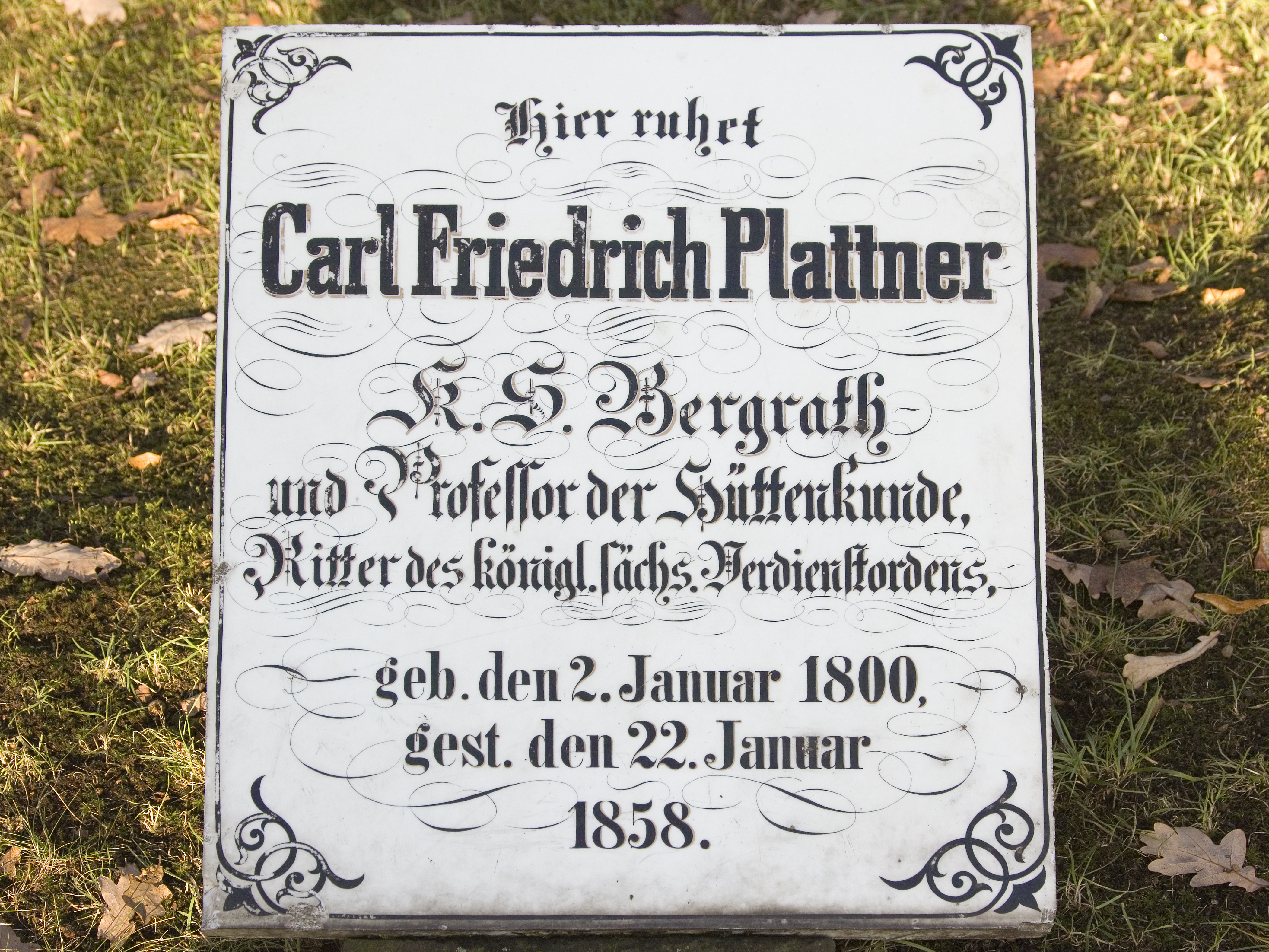
Tafel an Plattners Grab in Freiberg

Carl Friedrich Plattner (* 2. Januar 1800 in Kleinwaltersdorf; † 22. Januar 1858 in Freiberg, auch zitiert als: Karl Friedrich Plattner) war ein deutscher Hüttenkundler und Chemiker.

## Leben und Werk
Als Sohn eines Bergmanns wurde Plattner 1800 in Kleinwaltersdorf (heute Stadtteil von Freiberg) geboren. Von 1815 bis 1817 lernte er an der Freiberger Bergschule; anschließend nahm er an der Bergakademie Freiberg ein Studium auf, das er 1820 beendete.
Die folgenden Jahre arbeitete er in den Freiberger Hüttenwerken und widmete sich der Forschung. Sein Werk Die Probirkunst mit dem Lötrohre, das erstmals 1835 erschien, wurde viel beachtet und mehrfach neu aufgelegt. Um seine Kenntnisse in analytischer Chemie zu erweitern, studierte Plattner von 1838 bis 1839 bei Heinrich Rose in Berlin. Zurückgekehrt nach Freiberg wurde er 1840 Oberschiedswardein.
Im Jahr 1842 übernahm er als Nachfolger von Wilhelm August Lampadius die Professur für Hüttenkunde an der Freiberger Bergakademie. Er führte Vorlesungen zur Lötrohrprobierkunde ein und gab ab 1851 auch Vorlesungen zur Eisenhüttenkunde.
Plattner forschte und publizierte darüber hinaus über metallurgische Röstprozesse und entwickelte ein Verfahren zur Extraktion von Gold durch Chlorgas, das weltweit eingesetzt wurde. Auf Basis dieser Technologie stellte das Halsbrücker Hüttenwerk 1888 seine bisherige Goldgewinnung um. 1856 wurde Plattner Bergrat. Aufgrund gesundheitlicher Probleme musste er im selben Jahr seine Lehrtätigkeit aufgeben.

## Ehrungen
Das Mineral Plattnerit (PbO2) ist nach ihm benannt.

## Veröffentlichungen
- Die Probirkunst mit dem Lötrohre. Barth, Leipzig 1835
- Beitrag zur Erweiterung der Probirkunst. Engelhardt, Freiberg 1849 (Digitalisat)
- Die metallurgischen Röstprozesse, theoretisch betrachtet. Engelhardt, Freiberg 1856 (Digitalisat)
- Vorlesungen über Allgemeine Hüttenkunde / hrsg. von Theodor Richter. Engelhardt, Freiberg. Bd. 1: 1860 (Digitalisat), Bd. 2: 1863 (Digitalisat)